# Advanced Mobile Phone System
Pour les articles homonymes, voir AMPS.

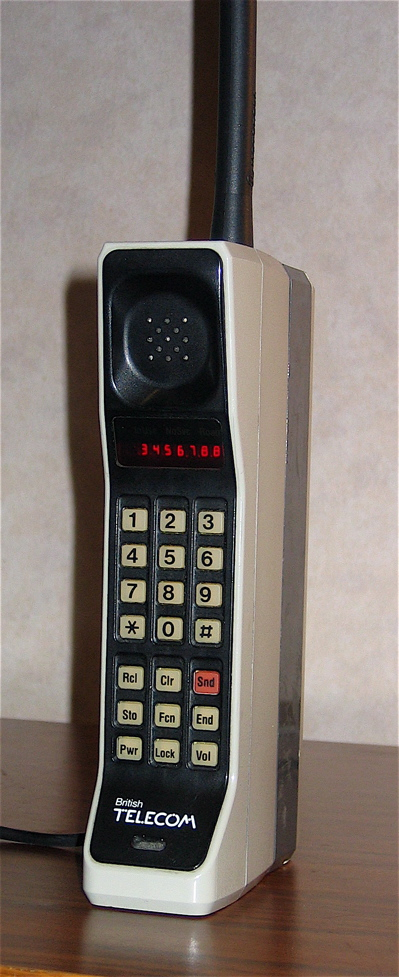
Motorola DynaTac 8000X, téléphone mobile AMPS, 1984.

Advanced Mobile Phone System (AMPS) est une norme de téléphonie mobile analogique  américaine de 1re génération développée par les Bell Labs et dont les expérimentations ont débuté en Amérique du Nord en 1978, puis au Canada, au Royaume-Uni, en Australie et dans quelques autres pays. L’AMPS a été le premier système de téléphonie mobile analogique commercialisé à grande échelle en Amérique du Nord dans les années 1980 et dans les années 1990.

## Fonctionnement
La norme AMPS utilise principalement la bande de fréquence des 850 MHz et est l’équivalent des normes de téléphonie de 1re génération européennes  Radiocom 2000 et Nordic Mobile Telephone.
Elle utilise un système d’identification des téléphones mobiles au moyen d'un Electronic serial number intégré à chaque téléphone, qui remplit la fonction de la carte SIM utilisée dans les téléphones européens plus récents (GSM, UMTS).
Cette norme est abandonnée au début des années 2000 et remplacée aux États-Unis par une version numérique dérivée : la norme 2G D-AMPS (Digital-AMPS) qui utilise un codage TDMA mais garde le même principe d’identification des mobiles par leur n° de série ESN. 
D'autres opérateurs mobile préfèrent une migration vers la norme 2G CDMA et ensuite vers les normes 3G CDMA EVDO (chez Verizon Wireless) ou UMTS/WCDMA (chez AT&T Mobility) ; puis au début des années 2010, vers la norme 4G LTE choisie par tous les opérateurs nord-américains.  